# Parti du progrès et du socialisme
 (octobre 2016).
Si vous disposez d'ouvrages ou d'articles de référence ou si vous connaissez des sites web de qualité traitant du thème abordé ici, merci de compléter l'article en donnant les références utiles à sa vérifiabilité et en les liant à la section « Notes et références ».
Le Parti du progrès et du socialisme (PPS), anciennement: le Parti communiste marocain, est un parti politique marocain de gauche, d'idéologie socialiste, crée en 1974.
Lors des élections législatives marocaines de 2021, il obtient 22 sièges à la chambre des représentants.

## Historique
Né des cendres du Parti communiste marocain (PCM) interdit en 1952, le Parti du progrès et du socialisme est légalisé en 1974. Il a tenu son premier congrès national en 1975. 
Cependant, le PPS s'inscrit dans la continuité du mouvement socialiste et ouvrier marocain qui a, depuis le milieu des années 1940, milité pour l'indépendance du Maroc et pour l'avènement d'une société de justice et d'équité, et dans les années 1960, agi pour un Maroc pluraliste, démocratique et de progrès. Cette association a été menée dans les conditions difficiles du joug colonialiste, puis dans le contexte complexe et délicat des années de plomb au Maroc où le pluralisme des idées n'était pas autorisé et où la monarchie marocaine a imposé l'État d'exception, une négation de l'État de droit, des institutions et des libertés.

## Secrétaires généraux
- Ali Yata, de 1974 à 1997.
- Ismaïl Alaoui, de 1997 à 2010.
- Mohamed Nabil Benabdallah, depuis 2010.

## Représentation législative
| Année | Sièges | Rang | Gouvernement |
| ----- | ------ | ---- | ------------ |
| 1977  | 1/264  | 8e   | Opposition   |
| 1984  | 2/306  | 10e  | Opposition   |
| 1993  | 10/333 | 8e   | Opposition   |
| 1997  | 9/325  | 11e  | Gouvernement |
| 2002  | 11/325 | 10e  | Gouvernement |
| 2007  | 17/325 | 7e   | Gouvernement |
| 2011  | 18/395 | 8e   | Gouvernement |
| 2016  | 12/395 | 8e   | Gouvernement |

## Représentation au sein du gouvernement marocain
Arrivé huitième aux élections législatives de 2011, le parti compte quatre portefeuilles sur les trente-et-un constituant le gouvernement Benkirane I :
|  | Ministre                  | Portefeuille                                                         |
|  | ------------------------- | -------------------------------------------------------------------- |
|  | Mohamed Nabil Benabdallah | Ministre de l'Habitat, de l'Urbanisme et de la Politique de la ville |
|  | Houcine El Ouardi         | Ministre de la Santé                                                 |
|  | Abdelouahed Souhaïl       | Ministre de l'Emploi et de la Formation professionnelle              |
|  | Mohamed Amine Sbihi       | Ministre de la Culture                                               |

À la suite du retrait du parti de l'Istiqlal du Gouvernement Benkiran I, un remaniement gouvernemental donnera lieu au Gouvernement Benkiran II :
|  | Ministre         | Portefeuille                                                                                                   |
|  | ---------------- | --- |
|  | Abdeslam Seddiki | Ministre de l'Emploi et de la Formation professionnelle                                                        |
|  | Charafat Afilal  | Ministre déléguée auprès du ministre de l’énergie, des mines, de l'eau et de l'environnement, chargée de l'eau |

Dans le Gouvernement El Otmani I (depuis 2017) :
|  | Ministre              | Portefeuille                                                                                                   |
|  | --------------------- | --- |
|  | Abdelahad Fassi Fihri | Ministre de l’Aménagement du territoire national, de l’Urbanisme, de l’Habitat et de la Politique de la ville  |
|  | Anass Doukkali        | Ministre de la Santé                                                                                           |
|  | Charafat Afilal       | Ministre déléguée auprès du ministre de l’énergie, des mines, de l'eau et de l'environnement, chargée de l'eau |

En Octobre 2019, Le parti quitte le gouvernement, et se positionne désormais dans l’opposition,.